# シカゴ映画批評家協会賞 外国語映画賞
シカゴ映画批評家協会賞 外国語映画賞（Chicago Film Critics Association Award for Best Foreign Language Film）は、シカゴ映画批評家協会によって贈られる賞の一つである。

## 受賞作品
| 開催年 | 題名 原題                                                            | 監督                         | 製作国                         |
| ------ | -------------------------------------------------------------------- | ---------------------------- | ------------------------------ |
| 1988年 | さよなら子供たち Au revoir les enfants                               | ルイ・マル                   | フランス                       |
| 1989年 | ヘンリー五世 Henry V                                                 | ケネス・ブラナー             | イギリス                       |
| 1990年 | コックと泥棒、その妻と愛人 The Cook, the Thief, His Wife & Her Lover | ピーター・グリーナウェイ     | イギリス フランス              |
| 1991年 | エンジェル・アット・マイ・テーブル An Angel at My Table              | ジェーン・カンピオン         | ニュージーランド               |
| 1992年 | クライング・ゲーム The Crying Game                                   | ニール・ジョーダン           | イギリス                       |
| 1993年 | ピアノ・レッスン The Piano                                           | ジェーン・カンピオン         | オーストラリア                 |
| 1994年 | トリコロール/赤の愛 Trois Couleurs: Rouge                            | クシシュトフ・キェシロフスキ | フランス ポーランド            |
| 1995年 | イル・ポスティーノ Il Postino                                        | マイケル・ラドフォード       | イタリア                       |
| 1996年 | デカローグ Dekalog                                                   | クシシュトフ・キェシロフスキ | ポーランド                     |
| 1997年 | Shall we ダンス?                                                     | 周防正行                     | 日本                           |
| 1998年 | ライフ・イズ・ビューティフル La vita è bella                         | ロベルト・ベニーニ           | イタリア                       |
| 1999年 | オール・アバウト・マイ・マザー Todo sobre mi madre                   | ペドロ・アルモドバル         | スペイン                       |
| 2000年 | グリーン・デスティニー 臥虎蔵龍                                      | アン・リー                   | 台湾                           |
| 2001年 | アメリ Le Fabuleux Destin d'Amélie Poulain                           | ジャン＝ピエール・ジュネ     | フランス                       |
| 2002年 | 天国の口、終りの楽園。 Y tu mamá también                             | アルフォンソ・キュアロン     | メキシコ                       |
| 2003年 | シティ・オブ・ゴッド Cidade de Deus                                  | フェルナンド・メイレレス     | ブラジル                       |
| 2004年 | ロング・エンゲージメント Un long dimanche de fiançailles             | ジャン＝ピエール・ジュネ     | フランス                       |
| 2005年 | 隠された記憶 Caché                                                   | ミヒャエル・ハネケ           | フランス                       |
| 2006年 | 硫黄島からの手紙 Letters from Iwo Jima                               | クリント・イーストウッド     | アメリカ合衆国 日本            |
| 2007年 | 4ヶ月、3週と2日 4 luni, 3 săptămâni și 2 zile                        | クリスティアン・ムンジウ     | ルーマニア                     |
| 2008年 | ぼくのエリ 200歳の少女 Låt den rätte komma in                        | トーマス・アルフレッドソン   | スウェーデン                   |
| 2009年 | 白いリボン Das weiße Band                                            | ミヒャエル・ハネケ           | オーストリア                   |
| 2010年 | 預言者 Un prophète                                                   | ジャック・オーディアール     | フランス                       |
| 2011年 | 別離 جدایی نادر از سیمین                                             | アスガル・ファルハーディー   | イラン                         |
| 2012年 | 愛、アムール Amour                                                   | ミヒャエル・ハネケ           | フランス                       |
| 2013年 | アクト・オブ・キリング The Act of Killing                            | ジョシュア・オッペンハイマー | イギリス デンマーク ノルウェー |
| 2014年 | フレンチアルプスで起きたこと Turist                                  | リューベン・オストルンド     | スウェーデン                   |
| 2015年 | サウルの息子 Saul fia                                                | ネメシュ・ラースロー         | ハンガリー                     |
| 2016年 | お嬢さん 아가씨                                                      | パク・チャヌク               | 韓国                           |
| 2017年 | ザ・スクエア 思いやりの聖域 The Square                               | リューベン・オストルンド     | スウェーデン                   |
| 2018年 | ROMA/ローマ Roma                                                     | アルフォンソ・キュアロン     | メキシコ                       |
| 2019年 | パラサイト 半地下の家族 기생충                                       | ポン・ジュノ                 | 韓国                           |
| 2020年 | アナザーラウンド Druk                                                | トマス・ヴィンターベア       | デンマーク                     |
| 2021年 | ドライブ・マイ・カー                                                 | 濱口竜介                     | 日本                           |
| 2022年 | 別れる決心 헤어질 결심                                               | パク・チャヌク               | 韓国                           |